# 三位一體 (安德烈·魯布烈夫)
三位一體或稱聖三聖像畫，是由俄羅斯知名聖像畫員安德烈·魯布烈夫在約1408年至1425年為了他所屬的謝爾蓋聖三一修道院創作的聖像畫。 題材結合了舊約的典故「亞巴郎待客」以及三位一體這個神學觀念。現收藏於莫斯科的特列季亞科夫畫廊。

## 構圖
作為整幅畫像構圖核心的是三位天使，在舊約十八章中他們是來拜訪亞巴郎預告他妻子即將懷孕產子的三個客人。魯布列夫在此將三個客人與三位一體的意象產生結合，三者的服裝都有藍色系的布料，在聖像畫傳統中代表著神性。最左邊的人物代表聖父，身上批著金紅色的罩袍；中間的代表聖子耶穌，外穿一件紫紅色的外袍以象徵犧牲和君王的身分；右者則代表聖神，有件綠色外袍。
左側背景有個建築物，中間背景是棵樹，而右邊的背景則是座山。三個人物圍繞的桌子在傳統上被解釋象徵祭台。